# 朗达
朗达（法語：Landas，法語發音：[lɑ̃da]）是法国上法兰西大区北部省的一个市镇，位于该省中部，属于杜埃区。

## 地理
朗达（50°28'25"N, 3°18'5"E）面积11.95 平方千米，位于法国上法蘭西大區北部省，该省份为法国最北部的省份及最长的省份，西北濒北海，西接加来海峡省，南至埃纳省和索姆省，东与比利时接壤。
与朗达接壤的市镇（或旧市镇、城区）包括：佩韦勒地区艾克斯、萨梅翁、萨尔和罗西耶尔、伯夫里拉福雷、诺曼、奥尔希、罗叙。

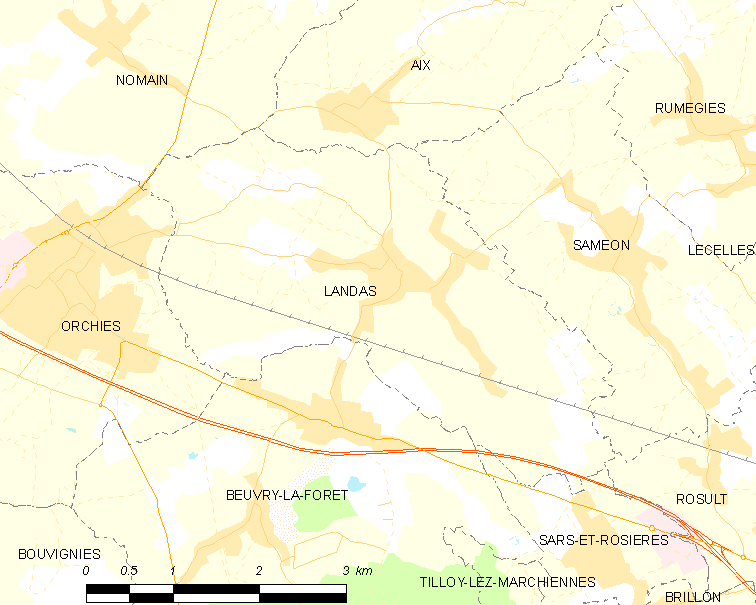
朗达的OSM定位图

朗达的时区为UTC+01:00、UTC+02:00（夏令时）。

## 行政
朗达的邮政编码为59310，INSEE市镇编码为59330。

## 政治
朗达所属的省级选区为奥尔希县。

## 人口

1962-2008年间朗达人口变化图示

朗达于2022年1月1日时的人口数量为2482人。